# Autostrada A12 (Włochy)
Autostrada A12 (Autostrada Lazurowa) (wł. Autostrada Azzurra) – autostrada we Włoszech biegnąca wzdłuż wybrzeża Morza Tyreńskiego i Morza Liguryjskiego. Stanowiąca fragment trasy E80 autostrada łączy Rzym z Genuą. Arteria jest dwuodcinkowa. Pierwszy etap łączy Rzym z Civitavecchią. Drugi etap zaczyna się ok. 40 kilometrów na południe od Livorno. Lukę między tymi odcinkami wypełnia Strada Statale 1 stanowiąca fragment Via Aurelii. W związku ze swoim położeniem autostrada jest trasą ciekawą dla turystów. Przebiega w pobliżu zabytkowych miast takich jak Civitavecchia, Piza, Rapallo. Na liguryjskim odcinku zbudowano szereg tuneli, które wraz z zapierającymi dech widokami na morze stanowią o atrakcyjności autostrady. Przejazd trasą jest płatny. Operatorami autostrady są spółki Autostrade per l’Italia, SALT oraz SAT.